# Instituto de Ecología Política
El Instituto de Ecología Política es una organización no gubernamental chilena dedicada a la educación para la sustentabilidad, la investigación, el fortalecimiento de la sociedad civil, campañas de educación, de denuncia, acciones legales en defensa del medio ambiente y las personas, la creación de alianzas estratégicas y desarrollo de políticas públicas que puedan garantizar el derecho a vivir en un medio ambiente saludable.
Su fundador en 1987 y presidente es Manuel Baquedano.
La formación ambiental se realiza a través de encuentros, seminarios, cursos, talleres, campañas de sensibilización, elaboración de publicaciones, informes, manuales, cartillas, materiales de exposición, ciberactivismo y la elaboración de boletín y un periódico electrónico. El desarrollo del trabajo se ha centrado en cuatro ejes transversales: Educación para la sustentabilidad; Justicia ambiental; Construcción de ciudadanía ambiental, y; Globalización, comercio y medio ambiente.